# Espace urbain d'Albertville
Cet article court présente un sujet plus développé dans : Espace urbain.
L’espace urbain d'Albertville était un espace urbain centré sur la ville d'Albertville. C'était en 1999 le 64e des 96 espaces urbains français par la population, il comportait alors 21 communes.
L'INSEE a remplacé ce zonage en 2010 par l'aire urbaine d'Albertville comprenant 22 communes  ; puis en 2020 par l'aire d'attraction d'Albertville comprenant 30 communes.